# Tarčin
Tarčin är en ort i Bosnien och Hercegovina.   Den ligger i entiteten Federationen Bosnien och Hercegovina, i den centrala delen av landet, 22 km väster om huvudstaden Sarajevo. Tarčin ligger 654 meter över havet och antalet invånare är 1 158.
Terrängen runt Tarčin är kuperad åt nordväst, men åt sydost är den bergig. Tarčin ligger nere i en dal. Närmaste större samhälle är Konjic, 19,3 km sydväst om Tarčin. 
Omgivningarna runt Tarčin är en mosaik av jordbruksmark och naturlig växtlighet. Runt Tarčin är det ganska tätbefolkat, med 93 invånare per kvadratkilometer.